# Cambarus lenati
Cambarus lenati är en kräftdjursart som beskrevs av J. E. Cooper 2000. Cambarus lenati ingår i släktet Cambarus och familjen Cambaridae. IUCN kategoriserar arten globalt som nära hotad. Inga underarter finns listade i Catalogue of Life.